# 士大夫

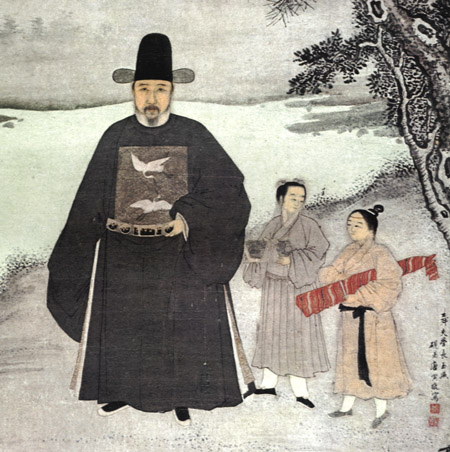
明時代の士大夫

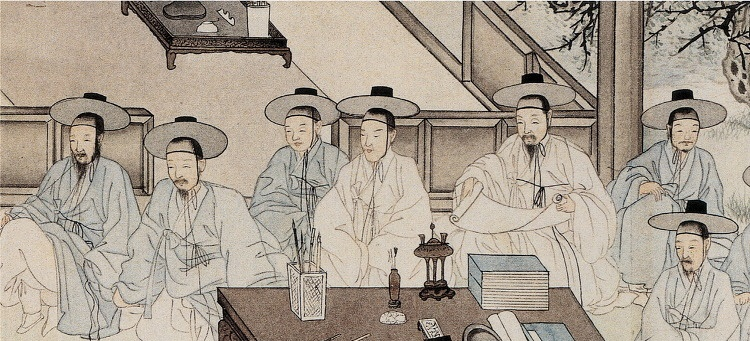
韓国の士大夫

士大夫（したいふ）は、中国の北宋以降で、科挙官僚・地主・文人の三者を兼ね備えた者である。

## 起源
『春秋左氏伝』によると、周代の身分制度は王や各諸侯の下に大夫と呼ばれる貴族階級があり、その家臣として士と呼ばれる階級があった。彼らは「邑」と称せられる都市国家の指導者階級であったが、氏族社会を基盤とする都市国家の連合体制が崩壊して家父長制を背景とする領域国家が形成されて来た戦国時代になると、この階級が崩れ、士は独自の能力を持って領域国家を支配する各諸侯に仕える人々を指すようになる。
戦国時代には「士大夫」は軍人を指す語として用いられたが、戦国末期の荀子は「士大夫」を儒家道徳を備えた官僚を指す語に転用した。漢代までには「士大夫」が官僚を指す語として定着し、軍人を指すという原義は忘れられた。
前漢の統治体制が確立すると、地方を主導し強い経済力を持って人民を保護民化していった者たちが、郷挙里選の制度下で子弟を中央官僚として送り出すようになり、支配階級を形成する。彼らは自らを周代の都市国家指導者層に擬えて「士大夫」と呼ぶようになる。後世からは「豪族」と呼ばれる階級である。
魏において九品官人法が制定され、魏晋南北朝時代には豪族は漢以来の血統と文化的実績、人民保護者としての名望を背景に、華北に浸透した北方遊牧民の有力族長層と共に、より名門意識を高めて後世「貴族」と呼ばれる階級に変わって行くことになるが、自らは変わらず「士」「士大夫」と称していた。貴族階級は、自分たちの地位を保全するために、貴族階級から外れた者たちを「庶」と呼び、激しく差別して政治の場から排除していた。
その後南北朝を統一した隋から科挙が実施されるようになり、貴族でなくても官僚となる道が開かれたが、貴族階級は科挙出身者を政権中枢の座から締め出した。しかし、唐中期頃から経済の発展と共に新興地主層が台頭し、彼らは子弟から科挙及第者を出すことで新たな支配階級を形成し始める。貴族階級はこの台頭に激しく反発し、牛李の党争となって現れる。
唐末期の戦乱の中で伝統的な貴族階級は衰え、塩賊出自の朱全忠の軍閥が唐に代わって後梁を開いた事によって、実質的に亡んだ。その後の五代の戦乱の中で権力を握っていた者は、塩賊や北方遊牧民（北朝以来の名門部族ではなく、より新興の勢力）に出自する軍閥の軍人が大半であったが、彼らの軍事警察力の下で実質的に政務を取り仕切っていた者は、馮道に代表されるような新興地主階級の文人であった。これが、後の北宋の士大夫の形成に至る。

## 先憂後楽・陞官発財
北宋を樹立した趙匡胤（太祖）は、五代の武断主義の反省から科挙を大幅に強化し、文治政策を定めた。それまで1回につき10人ほどであった科挙及第者が、太祖時代に数百人まで増やされ、これら科挙官僚は3代真宗期から実質的に朝廷を主導し始める。
科挙は学識のみが問題とされる試験であるが、難度は非常に高く、及第するためには長年試験科目（四書五経など）の填め込みにのみ集中できる環境と、それなりの財産が必要とされた。このことから、主に先述の地主階級から科挙及第者が輩出する結果になる。
士大夫が士大夫と呼ばれる所以は、第一に学識である。科挙官僚であることが基本であるが、科挙に何度も落第した者は、郷里にて一族の子弟などに教授して、科挙の及第を目指させたりすることが多かった。また官界を去った者も、郷里にて同じようなことをした。彼らも士大夫の中に入れられるので、必ずしも科挙官僚に限ったことではなく、科挙を目標として学識を身に着けたということが、条件の第一と考えられる。
第二に財産と地方での指導的立場である。財産と官僚としての特権などを背景に、士大夫階級は地方官僚に対して口出しをすることがあり、先述の科挙落第者などは郷里の子供たちに学問を教えることがあった。宮崎市定は、士大夫を「官僚・地主・商人の三位一体」と定義している。
彼ら士大夫は、自らの学識を持って出仕したという自負心からか、唐代以前に比べて自らの力をもって国家を支えるという気概を持っていた。そのことを表す有名な語として、范仲淹の「先憂後楽」（読みは「せんゆうこうらく」）がある。范仲淹は後世に士大夫の理想像として仰がれた人物であり、この語の意味は「天下の憂いに先立って憂い、天下の楽しみの後に楽しむ」という、天下国家を自らが背負うという意気込みが表れた語である（後に後楽園の名称の元となった）。宋4代仁宗期には、范仲淹を初めとして数々の名臣と呼ばれるものが登場し、政界で活躍した。その様は、朱熹によって『宋名臣言行録』に綴られている。
また、士大夫は文人でもあり、宋代に士大夫たちが作った新しい文化の流れが多数生まれている。文学においては、欧陽脩らの古文復興運動に表れる。古文運動とは六朝時代以来の四六駢儷体と呼ばれる文の美しさを重視した文体から脱却し、それ以前の質実剛健な文章への復帰を目指す運動である。漢詩においては、それまで多かった抒情詩から、叙事詩が中心になったことが挙げられる。これらは士大夫たちの、より主体的でより理性的であるべしという考えから生まれたと考えられる。思想・学問においては、士大夫のための新しい儒学の姿が模索され、様々な学派が形成された。その中でより実践的な道学も誕生し、士大夫が現実の世界で求められる像を求めて窮理が進められた。後に、道学は朱熹によって大成された朱子学によって代表されるようになる。
しかし、その一方で「三年清知府、十万雪花銀」という詞がある。3年地方官を勤めれば、賄賂などをとらない清廉な人物でも10万両くらいのお金が降ってくることを意味する。また、科挙及第者を出した家は官戸と呼ばれるようになり、職役の免除や、罪を金で購うことができるといった数々の特権を持っていた。これらの点から、一族の子弟に学問を叩き込んで科挙官僚に押し上げることは、最も得する商売であったとも言える。この現象は「陞官発財」（官に陞（のぼ）れば、財を発すること。読みは「しょうかんはつざい」）とも言われた。
「先憂後楽」と「陞官発財」はどちらも士大夫の実態であった。

## 士大夫のその後
その後、宋から王朝が移り変わっていったが、元を除いて士大夫が政権の中枢を担ったことには変わりない。明から清にかけて、士大夫が新たに郷紳という階級を形成し始める。郷紳は基本的には士大夫と同じであるが、より地方での権力者としての意味合いが強調された語である。中には私兵を持つものもおり、曽国藩・李鴻章らの湘軍・淮軍などは、清王朝後期の堕落した正規軍に代わって内憂外患に対処できるほどの実力を備えた。また、清王朝末期には若い士大夫層である康有為・梁啓超といった改革派も現れ、戊戌の変法という一大改革運動を起こすこととなる。